# FC Tatabánya
FC Tatabánya je maďarský fotbalový klub sídlící ve městě Tatabánya.

## Historie
Klub byl založen roku 1910.
Po 2. světové válce postoupil do 1. maďarské ligy.
V letech 1973 a 1974 vyhrála Tatabánya Středoevropský pohár.
V 80. letech hrála Tatabánya 5× evropské poháry (4× Pohár UEFA, 1× PVP), ale vždy vypadla hned v 1. kole.

## Názvy klubu
- 1910 Tatabányai Sport Club
- 1949 Tatabányai Tárna
- 1950 Tatabányai Bányász Sport Club
- 1992 Tatabányai Sport Club
- 1998 Lombard Futball Club Tatabánya
- 1999 Football Club Tatabánya
- 2000 Lombard Futball Club Tatabánya
- 2004 Auto Trader Tatabánya Football Club
- 2005 Football Club Tatabánya

## Úspěchy

### Domácí
- Nemzeti bajnokság I
  - 2. místo (2): 1980/81, 1987/88
  - 3. místo (4): 1964, 1966, 1981/82, 1986/87

- Magyar Kupa
  - Finalista (3): 1972, 1985, 1999

### Mezinárodní
- Středoevropský pohár
  - Vítěz (2): 1973, 1974